# Hildebert de Lavardin
Hildebert de Lavardin (o Hildebert de Tours), llamado también Hyldabert, Gildebert o Aldebert, latinizado como Hildebertus Turonensis (Lavardin, 1056-18 de diciembre de 1133), fue un escritor eclesiástico, poeta, obispo y arzobispo francés.

## Biografía

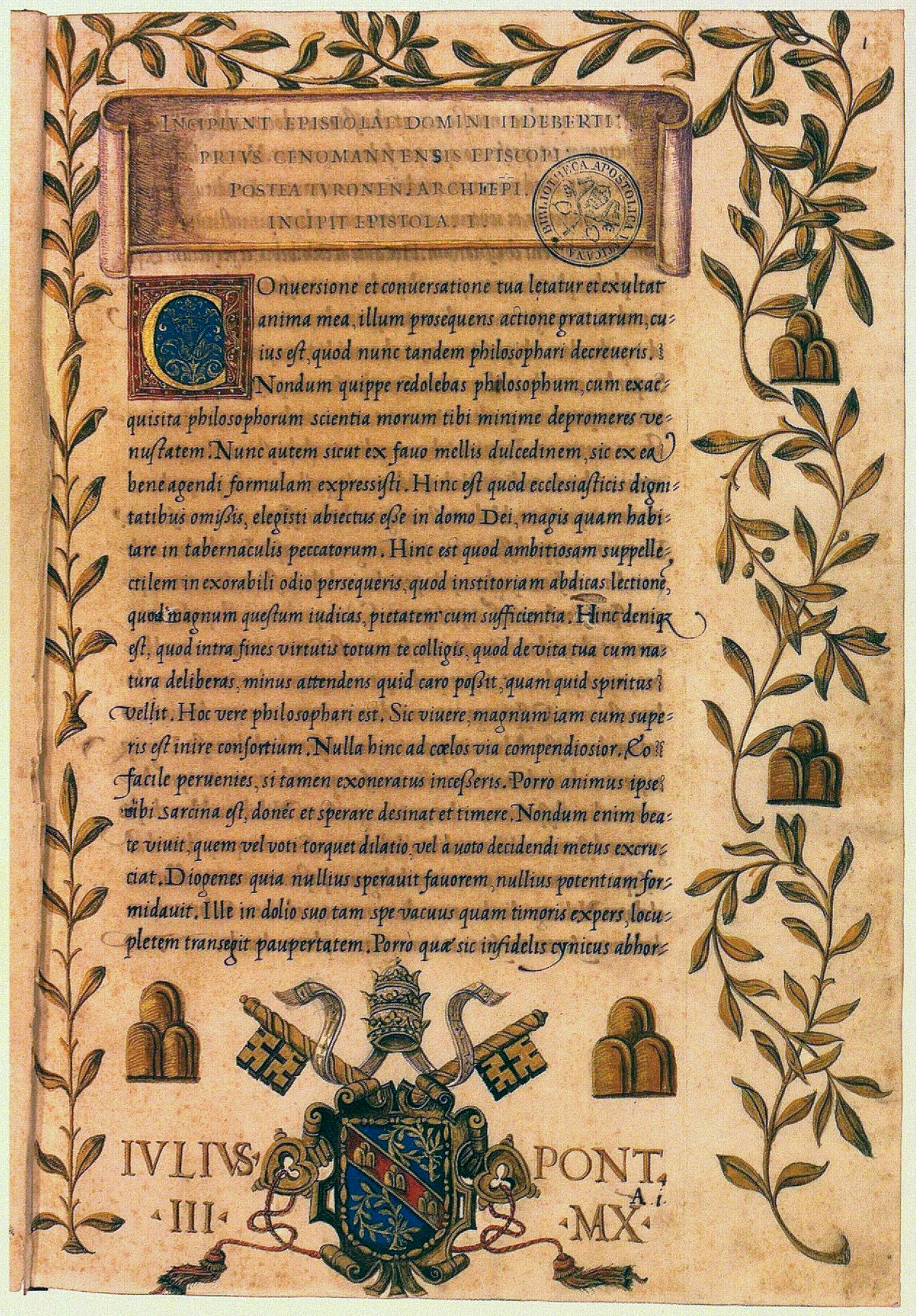

Fue obispo de Le Mans entre 1097 y 1125 y arzobispo de Tours desde 1125 hasta su muerte, el 18 de diciembre de 1133. Brillante erudito y poeta, comenzó su carrera eclesiástica como ecónomo y canónigo de su catedral. En su juventud escribió poemas picantes que anuncian la literatura goliardesca. Arcediano en 1091, se convirtió en obispo en 1097 en Le Mans en una época turbulenta a causa de las hostilidades emprendidas por uno de sus predecesores contra el conde de Maine. Muy poco después, antes de junio de 1098, fue apresado por el rey Guillermo II de Inglaterra, regente del Ducado de Normandía, quien se lo llevó a su reino. Fue liberado en la Pascua de 1100. Luchó contra la herejía de Henri de Lausanne, discípulo de Pierre de Bruys, y fue nombrado arzobispo de Tours en 1125. Su vida es conocida gracias a las gestae de los obispos de Mans redactadas por unos canónigos de dos a tres decenios después de su muerte.

## Obra
- Vie de sainte Marie l'Égyptienne, introduction, traduction, commentaire et index par Charles Munier, Turnhout, Brepols, 2007. Es una traducción.
- Venerabilis Hildeberti, Opera omnia tam edita quam inedita: accesserunt Marbodi Redonensis episcopi, ipsius Hildeberti supparis opuscula quae hactenus edita, haec autem auctiora et plura nondum edita prodeunt omniaque ad manuscriptos codices recensita, notis passim illustrantur labore et studio D. Antonii Beaugendre, de novo edita cum notis et quam plurimis additis genuinis operibus, e cod. mss. erutis; édition de  Jean-Jacques Bourassé; Jacques Paul Migne, 1854.